# Văn phòng đại diện

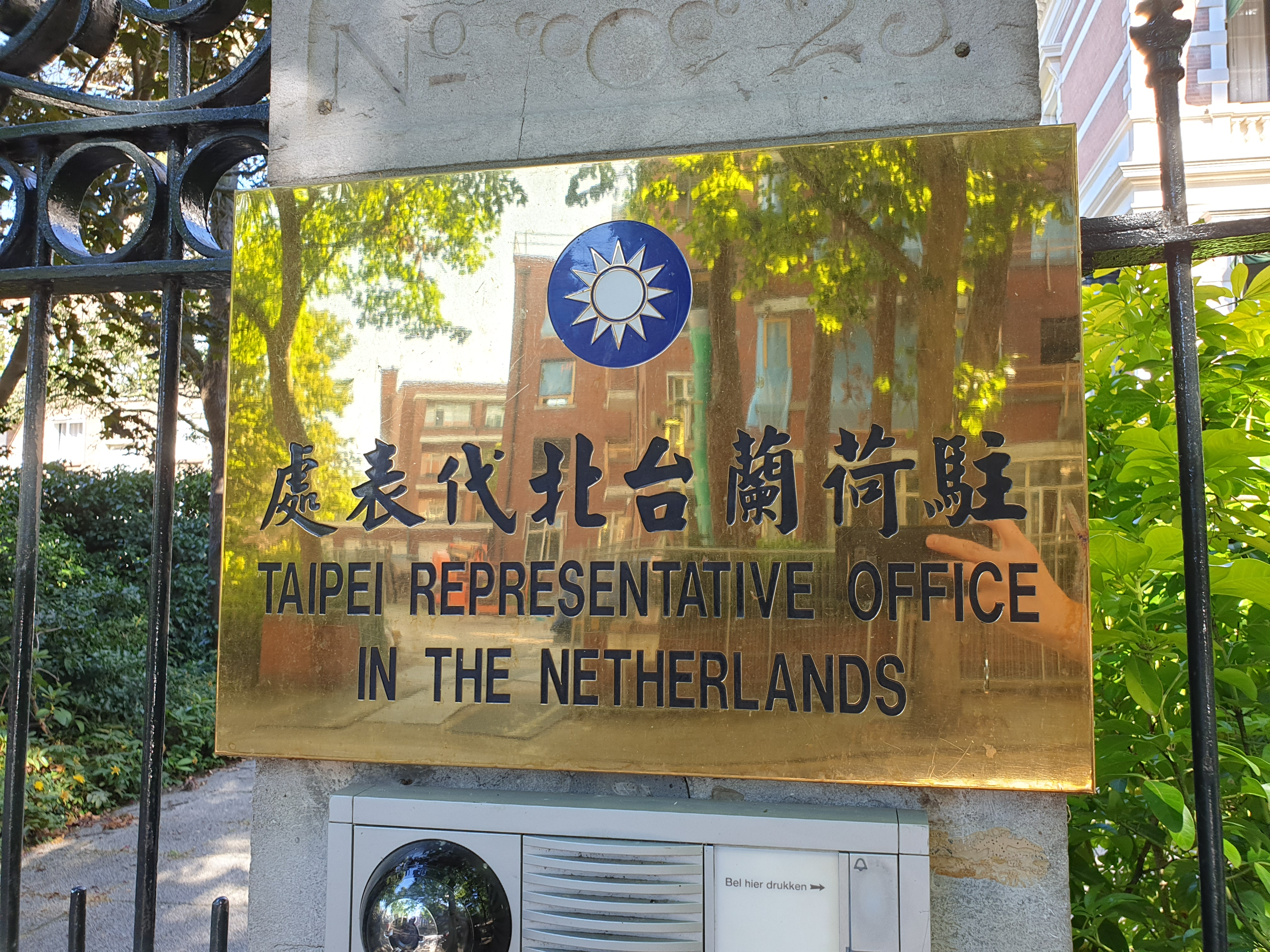
Văn phòng Đại diện Đài Bắc tại Hà Lan

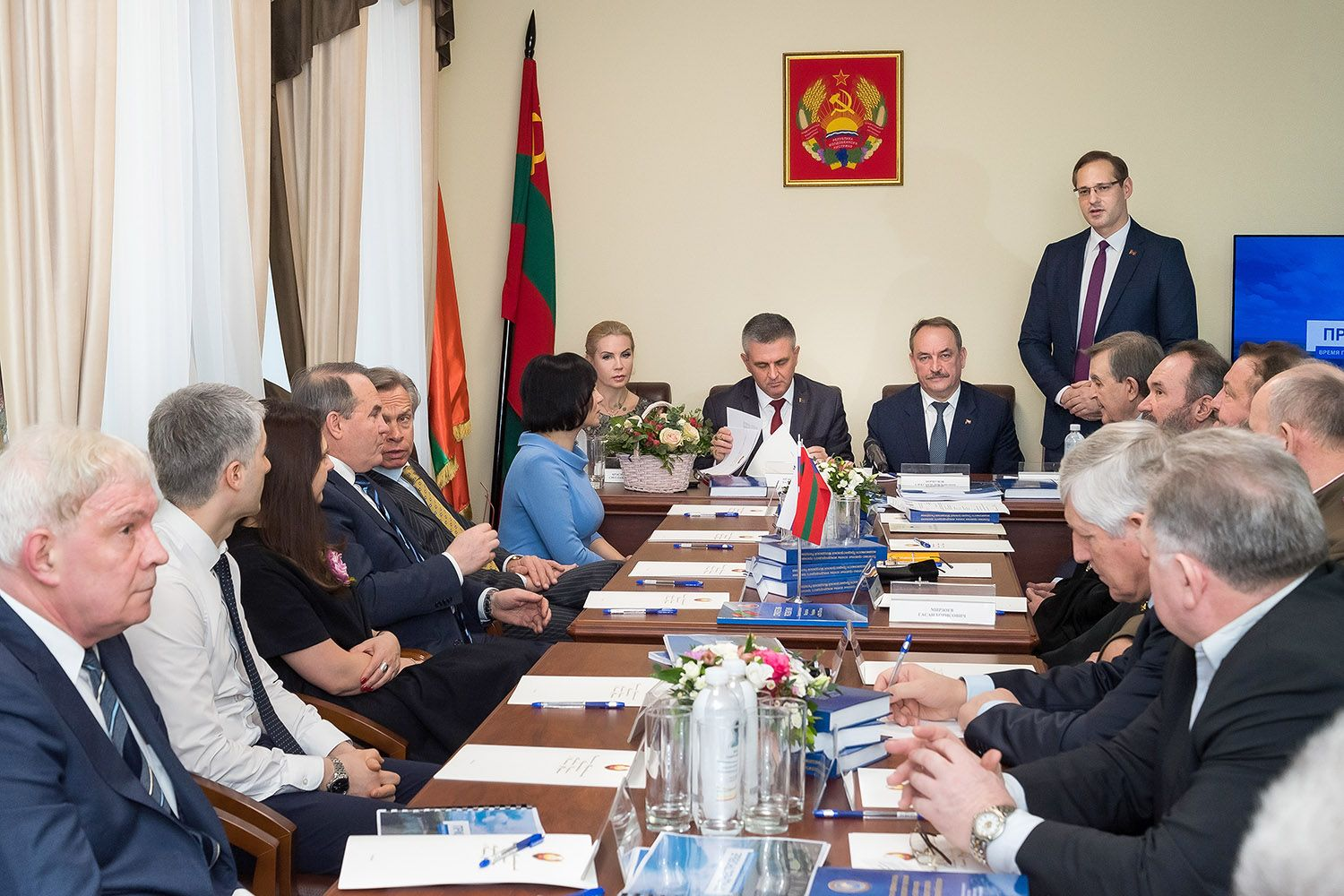
Một buổi làm việc của Văn phòng Đại diện Transnistria tại Nga

Văn phòng đại diện (Representative office) là một văn phòng do một công ty hoặc một pháp nhân thành lập để tiến hành tiếp thị và thực hiện các các hoạt động phi giao dịch khác, thường là ở một quốc gia nước ngoài nơi mà chi nhánh hoặc công ty con không được thiết lập tại đó. Văn phòng đại diện được gọi ở Pháp là Bureau de liaison. Văn phòng đại diện thường dễ thành lập hơn chi nhánh hoặc công ty con, vì chúng không được sử dụng cho mục đích "kinh doanh" thực tế (chẵng hạn như không được thực hiện hoạt động bán hàng). Văn phòng đại diện được các nhà đầu tư nước ngoài sử dụng rộng rãi tại các thị trường mới nổi như Trung Quốc, Ấn Độ và Việt Nam mặc dù chúng có những hạn chế do không thể lập hóa đơn tại địa phương cho hàng hóa hoặc dịch vụ. Do đó, các Văn phòng đại diện có xu hướng được các nhà đầu tư nước ngoài sử dụng trong các lĩnh vực như tìm nguồn cung ứng sản phẩm, kiểm soát chất lượng và các hoạt động liên lạc chung giữa Trụ sở chính và các Văn phòng đại diện ở nước ngoài.

## Các nước

### Ukraina
Các công ty nước ngoài có mục đích quảng bá sản phẩm hoặc dịch vụ tại Ukraina có quyền mở văn phòng đại diện. Các văn phòng được mở nhằm mục đích quảng bá (trừ mục đích bán hàng trực tiếp và gián tiếp) hàng hóa và/hoặc dịch vụ của công ty, thông qua chiến dịch quảng cáo, nghiên cứu thị trường, hỗ trợ phân phối. Theo luật pháp Ukraina, các Chi nhánh & Văn phòng đại diện được thành lập mà không cấu thành một pháp nhân riêng biệt. Bộ Kinh tế Ukraina là cơ quan chính để đăng ký đại diện. Văn phòng đại diện có thể có một tài khoản ngân hàng (bằng tiền tệ trong nước và nước ngoài) và đăng ký một con dấu. Khoản tài trợ nhận được từ văn phòng chính được miễn hoàn toàn thuế thu nhập nếu được văn phòng sử dụng đúng mục đích (bao gồm tiền lương, thanh toán tiền thuê nhà, chiến dịch quảng cáo, nghiên cứu thị trường). Đăng ký văn phòng đại diện và xin giấy chứng nhận đăng ký là cơ sở để xin giấy phép cư trú cho nhân viên nước ngoài của văn phòng đại diện. Giấy chứng nhận đăng ký cho phép miễn thuế tạm thời và thuế giá trị gia tăng (VAT) nhập khẩu tại Ukraine đối với tài sản và thiết bị cần thiết.

### Việt Nam
Theo quy định của pháp luật Việt Nam thì Văn phòng đại diện là đơn vị phụ thuộc của doanh nghiệp, có nhiệm vụ đại diện theo ủy quyền cho lợi ích của doanh nghiệp và bảo vệ các lợi ích đó. Văn phòng đại diện không thực hiện chức năng kinh doanh của doanh nghiệp. Văn phòng đại diện của thương nhân nước ngoài tại Việt Nam là đơn vị phụ thuộc của thương nhân nước ngoài, được thành lập theo quy định của pháp luật Việt Nam để tìm hiểu thị trường và thực hiện một số hoạt động xúc tiến thương mại mà pháp luật Việt Nam cho phép. Doanh nghiệp có quyền thành lập văn phòng đại diện ở trong nước và nước ngoài. Doanh nghiệp có thể đặt một hoặc nhiều văn phòng đại diện tại một địa phương theo địa giới đơn vị hành chính. Người đứng đầu Văn phòng đại diện phải chịu trách nhiệm trước thương nhân nước ngoài về hoạt động của mình và của Văn phòng đại diện trong phạm vi được thương nhân nước ngoài ủy quyền. Người đứng đầu Văn phòng đại diện phải chịu trách nhiệm về các hoạt động của mình trong trường hợp thực hiện các hoạt động ngoài phạm vi được thương nhân nước ngoài ủy quyền. Người đứng đầu Văn phòng đại diện phải ủy quyền bằng văn bản cho người khác khi xuất cảnh khỏi Việt Nam. Việc ủy quyền này phải được sự đồng ý của thương nhân nước ngoài.
Trường hợp thành lập văn phòng đại diện trong nước, doanh nghiệp gửi hồ sơ đăng ký hoạt động của văn phòng đại diện đến Cơ quan đăng ký kinh doanh nơi doanh nghiệp đặt văn phòng đại diện. Tên của văn phòng đại diện phải được viết bằng các chữ cái trong bảng chữ cái tiếng Việt, các chữ cái F, J, Z, W, chữ số và các ký hiệu. Tên văn phòng đại diện phải bao gồm tên doanh nghiệp kèm theo cụm từ "Văn phòng đại diện". Tên văn phòng đại diện phải được viết hoặc gắn tại trụ sở văn phòng đại diện, được in hoặc viết với khổ chữ nhỏ hơn tên tiếng Việt của doanh nghiệp trên các giấy tờ giao dịch, hồ sơ tài liệu và ấn phẩm do văn phòng đại diện phát hành. Văn phòng đại diện của thương nhân không được trực tiếp thực hiện hoạt động quảng cáo thương mại. Trong trường hợp được thương nhân ủy quyền, Văn phòng đại diện có quyền ký hợp đồng với thương nhân kinh doanh dịch vụ quảng cáo thương mại để thực hiện quảng cáo cho thương nhân mà mình đại diện. Văn phòng đại diện của thương nhân không được trực tiếp trưng bày, giới thiệu hàng hoá, dịch vụ của thương nhân do mình đại diện, trừ việc trưng bày, giới thiệu tại trụ sở của Văn phòng đại diện đó. Trong trường hợp được thương nhân ủy quyền, Văn phòng đại diện có quyền ký hợp đồng với thương nhân kinh doanh dịch vụ trưng bày, giới thiệu hàng hóa, dịch vụ để thực hiện trưng bày, giới thiệu hàng hóa, dịch vụ cho thương nhân mà mình đại diện.